# Kiádos
Kiádos är en ort i Cypern.   Den ligger i distriktet Eparchía Ammochóstou, i den nordöstra delen av landet, 23 km öster om huvudstaden Nicosia. Kiádos ligger 110 meter över havet och antalet invånare är 1 055. Den ligger på ön Cypern.
Terrängen runt Kiádos är platt åt sydost, men åt nordväst är den kuperad.Trakten runt Kiádos är ganska glesbefolkad, med 25 invånare per kvadratkilometer. Närmaste större samhälle är Kythréa, 10,9 km väster om Kiádos. Trakten runt Kiádos är i huvudsak ett öppet busklandskap.
Medelhavsklimat råder i trakten. Årsmedeltemperaturen i trakten är 23 °C. Den varmaste månaden är juli, då medeltemperaturen är 35 °C, och den kallaste är januari, med 10 °C. Genomsnittlig årsnederbörd är 450 millimeter. Den regnigaste månaden är december, med i genomsnitt 99 mm nederbörd, och den torraste är augusti, med 1 mm nederbörd.